# Coelemu
Coelemu is een gemeente in de Chileense provincie Itata in de regio Ñuble. Coelemu telde 15.995 inwoners in 2017 en heeft een oppervlakte van 342 km².